# Jonah Hauer-King
Jonah Hauer-King, född 30 maj 1995 i London, är en brittisk skådespelare.
Hauer-King har bland annat medverkat i filmerna Agathas gåta – Ishtars förbannelse från 2019 och Den lilla sjöjungfrun från 2023. Han spelar huvudrollen Lale Sokolov i serien Tatueraren i Auschwitz (2024). Han har även medverkat i TV-serien World on Fire (2019–2023).

## Filmografi (i urval)
- 2017: Unga kvinnor
- 2019: Agathas gåta - Ishtars förbannelse
- 2019–2023: World on Fire
- 2022 – Flatshare (TV-serie)
- 2023: Den lilla sjöjungfrun
- 2024 – The Tattooist of Auschwitz (TV-serie)
- 2024 – Wilhelm Tell
- 2025 – I Know What You Did Last Summer
- 2025 – The Threesome
- 2025 – A House of Dynamite